# Dänemark beim Eurovision Young Musicians
Übertragende Rundfunkanstalt

Erste Teilnahme
1986
Bisher letzte Teilnahme
2002
Anzahl der Teilnahmen
6
Höchste Platzierung
k. A.
Dieser Artikel befasst sich mit der Geschichte Dänemarks als Teilnehmer des Wettbewerbs Eurovision Young Musicians.

## Regelmäßigkeit der Teilnahme und Erfolg im Wettbewerb
Dänemark nahm erstmals 1986 als eigenständige Nation am Wettbewerb teil. 1992 erreichte man zum ersten Mal in der Geschichte das Finale, wobei die Pianistin Marie Rørbech keine Platzierung unter den ersten drei erreichte.
Ohne eine einzige Platzierung unter den ersten Drei sowie bei nur zwei Finalteilnahmen zählt Dänemark zu den erfolglosesten Ländern beim Eurovision Young Musicians.

## Liste der Beiträge
Farblegende: – 1. Platz. – 2. Platz. – 3. Platz. – ausgeschieden im Halbfinale/in der Qualifikation. – keine Teilnahme/nicht qualifiziert.
| Jahr                                                   | Interpret                                  | Instrument                                 | Stücke                                                                   | Platz Finale                               | Platz Halbfinale                           | Nationale Vorentscheidung                  |
| ------------------------------------------------------ | ------------------------------------------ | ------------------------------------------ | ------------------------------------------------------------------------ | ------------------------------------------ | ------------------------------------------ | ------------------------------------------ |
| 1982 1984                                              | Keine Teilnahme als eigenständige Nation 1 | Keine Teilnahme als eigenständige Nation 1 | Keine Teilnahme als eigenständige Nation 1                               | Keine Teilnahme als eigenständige Nation 1 | Keine Teilnahme als eigenständige Nation 1 | Keine Teilnahme als eigenständige Nation 1 |
| 1986                                                   | Janne Thomsen                              | Flöte                                      | Flute Concerto von Carl Nielsen                                          | Ausgeschieden                              | k. A. / 15                                 |                                            |
| 1988                                                   | Nikolaj Znaider                            | Violine                                    | Violin Concerto No. 5 von Henri Vieuxtemps                               | Ausgeschieden                              | k. A. / 16                                 |                                            |
| 1990                                                   | Mikkel Futtrup                             | Violine                                    | Violin Concerto No. 2 in d-Moll, Op. 22 von Henryk Wieniawski            | Ausgeschieden                              | k. A. / 18                                 |                                            |
| 1992                                                   | Marie Rørbech                              | Klavier                                    | Concerto N ° 3 For Piano And Orchestra von Béla Bartók                   | k. A. / 8                                  | k. A. / 18                                 |                                            |
| 1994                                                   | Frederik Magle                             | Orgel                                      | Concerto for Organ and Orchestra in G minor, part II von Francis Poulenc | k. A. / 8                                  | k. A. / 24                                 |                                            |
| 1996 1998                                              | Auf Teilnahme verzichtet                   | Auf Teilnahme verzichtet                   | Auf Teilnahme verzichtet                                                 | Auf Teilnahme verzichtet                   | Auf Teilnahme verzichtet                   | Auf Teilnahme verzichtet                   |
| 2000                                                   | Andrea Gyarfas                             | Violine                                    | unbekannt                                                                | Ausgeschieden                              | k. A. / 24                                 |                                            |
| 2002                                                   | Philippe Benjamin Skow                     | Violine                                    | unbekannt                                                                | Ausgeschieden                              | k. A. / 20                                 |                                            |
| 2004 2006 2008 2010 2012 2014 2016 2018 2020 2022 2024 | Auf Teilnahme verzichtet                   | Auf Teilnahme verzichtet                   | Auf Teilnahme verzichtet                                                 | Auf Teilnahme verzichtet                   | Auf Teilnahme verzichtet                   | Auf Teilnahme verzichtet                   |

## Ausgetragene Wettbewerbe
1986 trug Dänemark zum bisher einzigen Mal einen Eurovision-Young-Musicians-Wettbewerb aus.
| Jahr | Stadt      | Austragungsort | Moderation     |
| ---- | ---------- | -------------- | -------------- |
| 1986 | Kopenhagen | Radiohuset     | Anette Faaborg |